# Granko

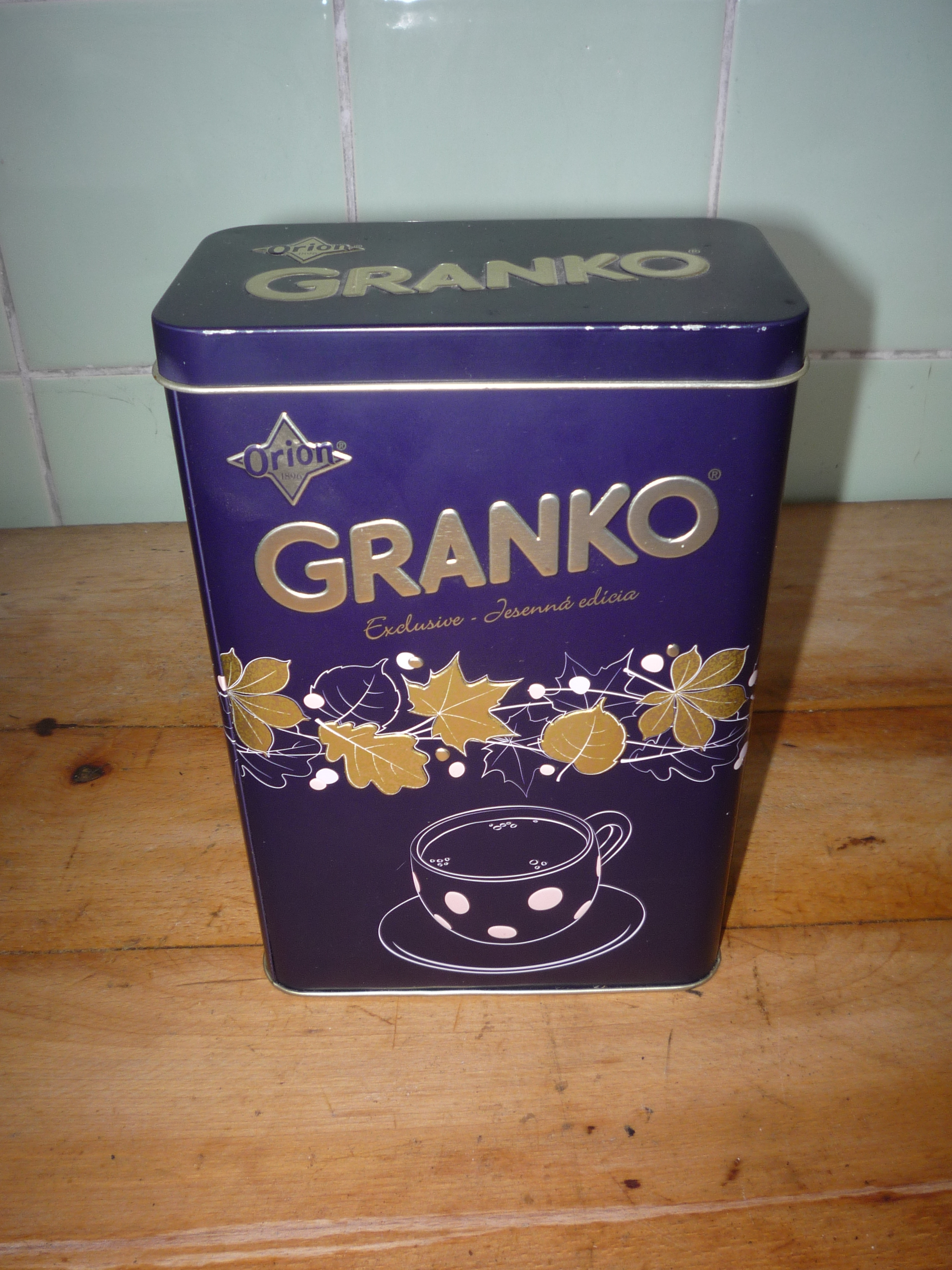
Plechová krabička Granko-ORION)

Granko je československý granulovaný kakaový nápoj vyráběný pod značkou Orion firmou Nestlé. Vznikl v tehdejším Československu v roce 1979 a vyráběl ho národní podnik Pražské čokoládovny, závod Sója Kolín. 

## Historie
Nápad vyrábět vlastní nápoj po vzoru kakaa Benco od zahraniční firmy Bensdorp se datuje do roku 1976. Jako nový výrobek začala být inzerována v denním tisku v roce 1979. Granko brzy po zahájení výroby získalo ocenění Zlatá Salima, Zlatý Merkur, Zlatý pohár Ex Plzeň a cenu v soutěži Obal roku.  Na trh se dodávalo v plastové dóze s obsahem 400 gramů a také v krabici o váze 250 gramů. V roce 1981 se začala vyrábět varianta s banánovou příchutí, 1985 s jahodovou a 1988 s broskvovou a borůvkovou. V roce 1997 se začalo vyrábět pod značkou Orion, která patří švýcarské firmě Nestlé. Bylo jedním z posledních spotřebitelských výrobků, které se ještě před zrušením závodu v roce 2004 vyráběly v modřanské čokoládovně, která se jinak specializovala už jen na zpracování surových kakaových bobů.
Granko je určeno nejen pro český a slovenský trh,ale vyváží se i do Izraele, Velké Británie, atd. a vyrábí se v Maďarsku (k roku 2019).

## Obal
Grafické zpracování prvního obalu vytvořil Karel Fojtů z propagačního oddělení čokoládoven. Pro obal použil fotografii své dcery Veroniky narozené v roce 1975. Později byl tento motiv nahrazen obrázkem hrnku s červenými puntíky na modrém podkladu. Původní obal se občas objevuje při prodejních retroakcích supermarketu Lidl. 

## Název nápoje
Pojmenování nápoje vzešlo z veřejné soutěže vyhlášené v polovině února 1978, výherce měl dostat 1500 Kčs. Z 394 různých návrhů do druhého kola postoupilo sedm názvů: Gran, Granko, Azték, Ko-kao, Minko, Grankao, Caona a Senko. Vítězný název, který byl zkratkou sousloví granulované kakao, zaslalo sedm soutěžících. Ti si jako cenu rozdělili 3000 Kčs a na každého tak vyšlo 428 Kčs.